# Đức Vân
Đức Vân là một xã thuộc huyện Ngân Sơn, tỉnh Bắc Kạn, Việt Nam.

## Địa lý
Xã Đức Vân có vị trí địa lý:
- Phía bắc giáp các xã Thượng Ân và Bằng Vân
- Phía đông giáp tỉnh Cao Bằng
- Phía nam giáp xã Thượng Quan và thị trấn Vân Tùng
- Phía tây giáp thị trấn Vân Tùng.

Xã Đức Vân có diện tích 28,7 km², dân số năm 2019 là 1.429 người, mật độ dân số đạt 50 người/km².
Đức Vân có quốc lộ 3 chạy qua địa bàn và là điểm đầu của tuyến tỉnh lộ 209. Xã có suối Bản Chang ở phía tây, tạo thành hồ Bản Chang ở đoạn thượng nguồn, phía đông của xã là các khe suối nhỏ hợp thành suối Bằng Khẩu.

## Hành chính
Xã Đức Vân được chia thành các thôn bản: Nặm Làng, Quan Làng, Tặc, Duồi, Phiêng Nhượng, Chang, Đăm, Nưa Phia.